# Lengyel menekültek Magyarországon 1939–1945
Ez a szócikk a második világháború idején Magyarországra menekült lengyel katonai és polgári személyek fogadásáról, ellátásáról, esetleges továbbutazásuk megszervezéséről, illetve az ezt megelőző politikai kapcsolatokról szól. Becslések szerint 50-140 ezer menekült érkezett Magyarországra. A magyar állam keze a német fenyegetés miatt meg volt kötve a menekültügyi munkában, ezért különösen fontos szerep jutott benne a korabeli lengyelbarát civil szervezeteknek. A világháború alatt és után több lengyel aktivistát, magyar arisztokratákat és egyszerű embereket, elhurcoltak a német és szovjet hatóságok, és mártíromságot szenvedtek. Bár Lengyelország és Magyarország a világháború előtt érdekellentétek miatt nem épített ki mély kapcsolatot egymással, a magyar segítség a lengyel–magyar kapcsolatok jellemző és fontos epizódja lett.

## Diplomáciai kapcsolatok a világháborúk között

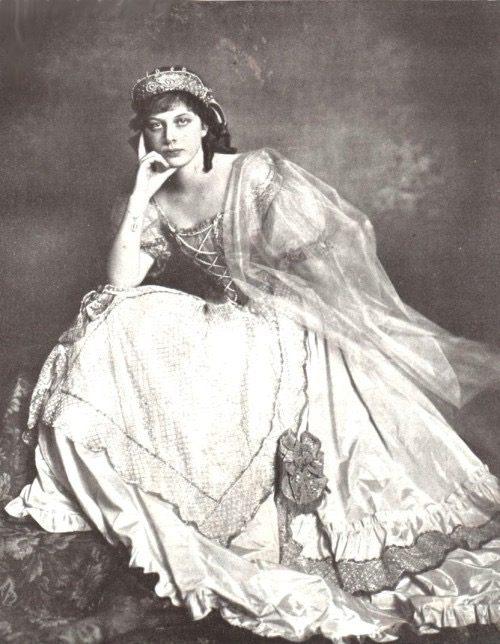
Andrássy Klára grófnő, a Magyar–Lengyel Menekültügyi Bizottság mártíromságot szenvedett elnökhelyettese

Id. Antall József államtitkár, a Világ Igaza

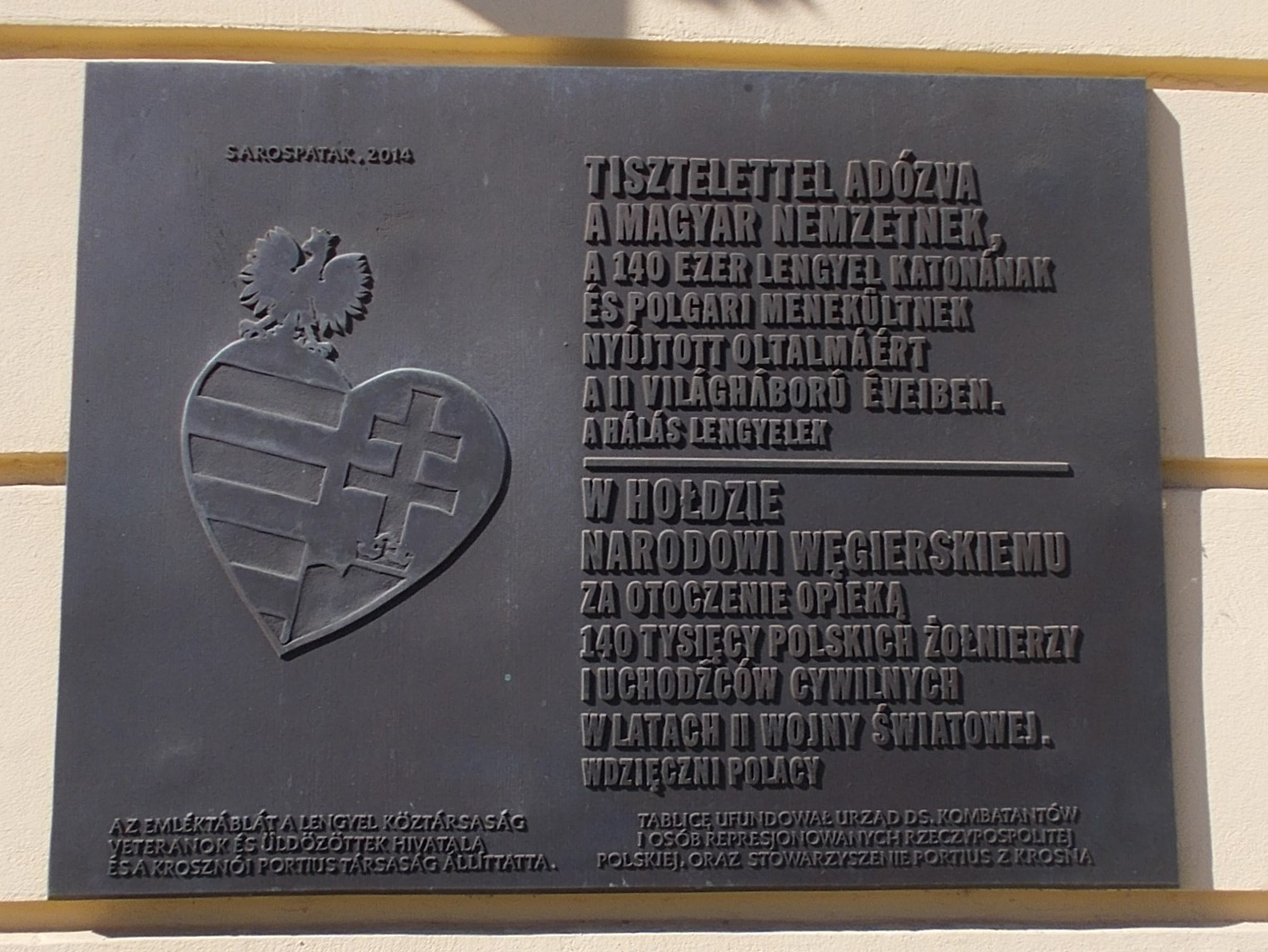
Emléktábla Balatonbogláron

### 1920-as évek
Amíg a lengyeleknek az első világháború lezárása hazájuk újjászületését jelentette, addig a magyarokat a trianoni békeszerződés kilátástalan helyzetbe sodorta. Magyarország elvesztette területének kétharmad részét, lakosságának több mint fele idegen állampolgár lett. Megszűnt az ezeréves magyar–lengyel határ. A két nép közötti barátság háttérbe szorult.
Bár a két ország társadalma hasonlóságot mutatott, külpolitikai elképzeléseik mégis eltérőek voltak. Lengyelország a területeinek a megtartására törekedett. Magyarország a területeinek a visszaszerzését tűzte célul. A magyar külpolitika igyekezett meggyőzni a lengyeleket arról, hogy tegyenek különbséget a magyar békekötés feltételei és a többi területrendezés között. A lengyelek szerint azonban nem lehetett a békekötéseket egymástól függetleníteni, hiszen az a rendszer összeomlásához vezethet volna.
Az 1920-as években Bethlen István miniszterelnöksége alatt elsősorban titkos diplomáciai kapcsolatok létesülhettek a két ország között. Magyar sikernek számított, hogy a lengyeleket visszatartották a kisantantba való belépéstől. Lengyel oldalról a magyarok túlzott németbarátságának féken tartása, a magyar–román és a magyar–jugoszláv ellenséges viszony enyhítése volt a cél.

### 1930-as évek
A harmincas években változás állott be a magyar–lengyel külpolitikai együttműködésben. Nyilvánvalóvá vált, hogy Hitler célja a csehszlovák területek feldarabolása, az ifjú állam létének a felszámolása, és hogy a következő áldozat Lengyelország lesz. A magyar–lengyel együttműködés fontos alapját képezte a Csehszlovákiához fűződő viszony. Józef Beck lengyel külügyminiszter a „tengertől tengerig” szövetség kiépítésén dolgozott, és terve megvalósításában számított Magyarországra. Edvard Beneš cseh politikus ettől eltérő külpolitikája azonban nagyobb támogatást kapott a franciáktól, és gátat szabott Lengyelország terveinek. Hozzájárult mindehhez, hogy Lengyelország gazdaságilag előnytelenebb helyzetben volt az iparilag fejlettebb Csehszlovákiánál.
A Magyarországgal kapcsolatos lengyel külpolitika érvényesülését sajátos „gentleman’s agreement” kívánta rendezni, amely írásba nem foglalt katonai-politikai megállapodás volt a politikai együttműködés érdekében.
A két ország együttműködése gazdasági és kulturális területen már 1930 előtt jelentős volt. Később megindultak a politikai látogatások is. 1934-ben Gömbös Gyula és Kánya Kálmán látogatott Varsóba, 1936-ban Marian Zyndram-Kościałkowski lengyel miniszterelnök Budapestre, 1938-ban Horthy Miklós kormányzó Varsóba. A varsói Magyar Intézet és a Magyar–Lengyel Szövetség életre hívásában nagy szerepe volt Klebelsberg Kunonak és a klebelsbergi politikának. Mindezektől függetlenül a kapcsolatokat továbbra is főleg az üzleti és civil szervezetek működtették.

## A második világháború kitörése
A hitleri agresszió elkerülése érdekében a magyar és lengyel diplomácia egyeztette Csehszlovákia-ellenes lépéseit. 1938 szeptemberében a müncheni konferencián részt vevő angol, francia, olasz és német kormányfők megállapodtak, hogy Csehszlovákia átadja a Szudétavidéket Németországnak, bízva az európai béke fenntarthatóságában. A tárgyalásokra nem hívták meg a lengyeleket, azonban a vitatott Olzán túli vidéket és a tescheni területeket megkapta Lengyelország. 1938. november 2-án az első bécsi döntés értelmében a magyar csapatok bevonultak Szlovákia déli részére, ahol jelentős számú magyar élt. 1939. március 15-én Kárpátalja katonai akcióval történő visszacsatolásával újra létrejött a magyar–lengyel határ.
A német kormány hallgatólagos beleegyezésével március 15. és 18. között megtörtént ezen vidékek birtokba vétele. Szlovákia hovatartozása továbbra is kérdéses volt. Beck Szlovákiával való jó kapcsolatát felhasználva a Teleki-kormány kilátásba helyezte Szlovákia Magyarországhoz csatolását. Az elképzelés keresztezte Hitler terveit, aki az önálló szlovák állam megalakulásának támogatása mellett döntött.
Március 31-én a lengyelek garanciát kaptak Franciaország és Anglia támogatásáról, de Hitler az agresszió mellett döntött. Április 11-én Hitler aláírta a Fall Weiss fedőnevű tervet. Április 28-án felmondta a német–lengyel megnemtámadási egyezményt. Áprilisban a német lapok fokozták lengyelellenes propagandájukat.
A magyarok igyekeztek kifejezésre juttatni a német sajtóval szembeni ellenérzésüket. A magyar–lengyel barátságot hangsúlyozó demonstrációkra, szónoklatotokra került sor, majd Varsóban művészeti kiállítás nyílt, mely hatalmas tömegeket vonzott.
1939. április 27-én a sajtóban is megjelent Csáky István külügyminiszter utasítása Villani Frigyes római magyar követnek, ami szerint Magyarország nem ad segítséget Lengyelország elleni hadművelethez, és a Teleki-kormány nem hajlandó a német–lengyel háború részese lenni.
A tengely politikájához híven, bármily kínos szerep is ez a lengyelekkel szemben élő népi szimpátiánk tükrében – természetesen a Német Birodalom mellé állunk, de fegyveres akcióban Lengyelország ellen sem közvetve, sem közvetlenül részt venni nem vagyunk hajlandók. A „közvetve” alatt azt a támadási formát értem, hogy minden olyan követelés, hogy német csapatok gyalog vagy járművekkel, vagy vasúton Magyarország területén áthaladjanak Lengyelország megtámadására, vissza lesz utasítva. Ha a németek erre erőszakot helyeznek kilátásba, kategorikusan ki fogom jelenteni, hogy fegyverre fegyverrel válaszolunk. Aki Magyarország területére engedélyünk nélkül beteszi a lábát, azt ellenségnek tekintjük.”.
Teleki Pál miniszterelnök és Csáky István külügyminiszter 1939 áprilisában tett berlini látogatásakor téma volt a lengyel viszony rendezése. Ugyanakkor a Pester Lloyd német nyelvű lapban ismertetett Róma–Belgrád–Budapest–Varsó-tengely terve felháborodást váltott ki Ribbentrop német külügyminiszterben. Teleki felajánlotta közvetítését a lengyelek és a németek között, Ribbentrop azonban fogadta el. Úgy gondolta, hogy a német fölény jelentős, és katonai összecsapás során az angolok cserben hagyják a lengyeleket.
Varsó erősítve a magyar–lengyel barátságot, gazdasági veszteségek árán, 1939. április 29-én megkötötte Budapesttel a kereskedelmi szerződést. Ami mélyítette a politikai viszonyok bonyolultságát, a magyar kormány bizonytalanságát. A németek nemtetszésüket kifejezve tovább szították a feszültséget a magyar–lengyel kapcsolatok miatt. Ennek kiküszöbölésére Budapest lépéseket tett. (pl. Józef Piłsudski halálának évfordulóján a magyar–lengyel barátság fenntartásáért tüntettek egyesületek.) 1939. május 26-án a lengyel kormány kezdeményezésére, magyar támogatással megnyitották a Lengyel Intézetet a Pázmány Péter Tudományegyetemen. Barátsági szerződést ugyan nem köthetett a magyar kormány, de a barátsága felől mindig igyekezett hitet tenni. Horthy újraválasztásakor beszédében a következőket nyilatkozta:
...az igaz barátság törvénye köt össze bennünket Lengyelországgal, mely évszázados megszakítás után újból a szomszédunk lett.
Csáky István 1939 júliusában felhívta Leon Orłowski budapesti nagykövet figyelmét arra, hogy súlyos válság fog bekövetkezni a német–lengyel kapcsolatokban. Azt azonban nem gondolta, hogy háború veheti kezdetét.
Július 24-én Teleki két levelet intézett Hitlerhez, akit megdöbbentett a magyar külpolitikai álláspont. Az első levélben Teleki kiemelte Magyarország tengelyhatalmakhoz való tartozását, a másodikban pedig azt, hogy „erkölcsi okokból sincs abban a helyzetben, hogy hadműveleteket kezdjen Lengyelország ellen”. A lengyel-magyar szimpátiatüntetések oly mértékben fokozódtak, hogy a németek leállították bizonyos hadianyagok szállítását, amíg a magyar kormány magatartása bizonytalan.
1939. szeptember 1-jén a hajnali órákban megkezdték a támadást a Luftwaffe repülőgépei Lengyelország ellen. A Gdański-öbölben baráti látogatáson lévő SMS Schleswig-Holstein csatahajó is tüzet nyitott a Westerplatte erődre. A szárazföldi csapatok északról, délről és nyugatról törtek Lengyelországra. Hiába üzent hadat szeptember 3-án Anglia, Ausztrália, Új-Zéland, Franciaország, Kanada, Norvégia Németországnak, a lengyel kormány semmitmondó ígéreteket kapott, és magára maradt küzdelmeiben.
A németek szeptember 8-án elérték Varsót és bekerítették. A lengyel katonák és polgári lakosok együtt küzdöttek a városért. Szeptember 17-én azonban a szovjet Vörös Hadsereg betört Lengyelország keleti területeire, beteljesítve a Molotov-Ribbentrop-paktum titkos záradékát.
A második front létrejöttével a lengyel kormány csapatait részben Romániába, részben Magyarországra menekítette. Székhelyét a szövetséges Romániába tette át. A kilátástalan helyzetben Varsó szeptember 28-án kapitulált. Romániába internálták az államfőt, a kormány és a minisztériumok tisztségviselőit, a főparancsnokságot pedig francia sugallatra felszólították tevékenysége megszüntetésére. 1939. szeptember 30-án a Párizsban tartózkodó Władysław Sikorskit bízták meg kormányalakítással. Az emigráns lengyel kormány Franciaország 1940-es összeomlása után Londonban működött tovább.

## Menekülthullám, ellenállás

### Német követelések
Lengyelország megtámadását követően a németek továbbra is próbára tették a magyar kormány lengyelbarátságát. Szeptember 7-én Csáky külügyminiszter Románia megtámadásával kapcsolatos kérelmét Ribbentrop elutasította. A bizonyos lengyel területek átadására vonatkozó felajánlását azonban Csáky egyértelműen elutasította. Úgy tartotta, hogy emögött Berlin átvonulási terve állhat.
Szeptember 9-én a németek a Kassa–Homonna–Łupków vonalon a vasút használatára kértek engedélyt csapatszállítások céljára. Csáky megtagadta az engedélyt. Később jegyzék formájában a budapesti német követtel is közölték a döntést. Hitler a német kérést nem tekintette ultimátumnak, de a magyaroknak később mindig szóvá tette a kérés elutasítását.

### Menekülthullám
Az első menekültek szeptember 10-től egyénileg vagy kisebb csoportokban, 17-étől tömegesen lépték át a magyar határt. A Teleki-kormány támogatása a polgári és katonai menekültek fogadásához meghatározó volt, mivel a közös magyar-lengyel határ, valamint a magyar lakosság lelkes és együtt érző fogadtatása önmagában nem lett volna elegendő.
Vitatott kérdés, hogy hány lengyel menekült érkezett Magyarországra. Egyesek szerint 100-140 ezer, mások szerint 70 ezer, megint mások szerint 50-55 ezer. A különbség oka, hogy az első hónapokban nem készült pontos statisztika, ugyanakkor a magyar–lengyel határ és a jugoszláv-magyar határ nyitva állott, így sokan átmenetileg sem telepedtek le Magyarországon. A számlálást nehezítette, hogy a nyilvántartásokban egyesek többször is szerepeltek, mivel az útleveleket átadták egymásnak. Az eljárásra főleg a németek miatt volt szükség.

### Katonai bázisok
A francia földön működő emigrációs kormány polgári és katonai hálózat kiépítésébe kezdett annak érdekében, hogy kapcsolatokat alakítson ki a megszállt Lengyelországgal. Mindezt segítette, hogy Magyarország, Románia, Jugoszlávia és Olaszország semleges volt a lengyelek ügyében. A cél az volt, hogy minél ütőképesebb lengyel hadsereg álljon fel Franciaországban. 1939 decemberében, majd 1940 januárjában három országban kezdték meg illegális katonai bázisok kiépítését: Romániában, Litvániában és Magyarországon.
A három ország bázisai közül a magyarországi „W-set”, „Romek”, „Liszt” és „Pestka” fedőnevű táborok maradtak fönn a háború végéig. Feladatuk a katonai kapcsolattartás és a katonák szervezett formában történő átmenekítése, evakuálása Franciaországba.
A magyarországi lengyel menekültszervezetek összekötő szerepet töltöttek be az emigráns kormány és a hazai ellenállás között. 1939. november 13-án megalakult a Fegyveres Harci Szövetség elnevezésű földalatti hadsereg (ZWZ), a későbbi Honi Hadsereg, amelynek élére Kazimierz Sosnkowskit nevezte ki Sikorski miniszterelnök. Ez a hadsereg szolgáltatta a kormány hazai katonai erejét.

### Menekültügyi Bizottság
Esterházy János a csehszlovákiai Egyesült Magyar Párt elnöke volt, édesanyja, Elżbieta Tarnowska lengyel grófnő és más rokonai Lengyelországban éltek. Közreműködött a lengyel polgári és katonai menekültek magyarországi ellátásának a megszervezésében. Közvetítő szerepe hozzájárult, hogy Sosnkowski titokban Ungváron találkozhasson Władysław Sikorski miniszterelnökkel, és megbeszélést folytathasson Budapesten is. Autójában lengyeleket szállított át a szlovák–magyar határon, amit megkönnyített, hogy tagja volt a szlovák törvényhozásnak. Közreműködött lengyel műkincseknek a Magyar Nemzeti Múzeumban, továbbá banki letéteknek a Magyar Hitelbankban történő elhelyezésben. A németeknek kiadott vagy elfogott lengyel katonák érdekében is felhasználta a szlovák hatósággal való kapcsolatait.
A menekültügy rendezése érdekében már 1939. szeptember 17-től megkezdte együttműködését a lengyel kormány a Teleki-kormánnyal. A megbízottak (Kobylansky, a lengyel külügyminiszter kabinetfőnöke, Jerzy Nowak a Lengyel Nemzeti Bank elnöke, továbbá számos kormánytisztviselő) többször jártak Budapesten. A megbeszélések eredményeként 1939. szeptember 22-én létrehozták a Magyar–Lengyel Menekültügyi Bizottságot.

## A lengyel katonák és menekültek fogadása

### Internálás, evakuálás
A Honvédelmi Minisztérium 1939. szeptember 22-i álláspontja szerint a lengyel katonai menekültek nem hadifoglyok voltak. A státusuk háborús ok miatt kényszerlakhelyre telepített külföldi (internált) volt.
Hivatalosan megkülönböztették továbbá:
1. Átverődő katonák: a hadi jog alapján lefegyverezték, internáló táborokba vezették őket.
2. Civil menekültek: különbséget tettek közöttük a szerint, hogy magukat el tudják látni, saját anyagi eszközeikkel fenn tudják magukat tartani, vagy támogatásra szorulnak. Az első kategóriába tartozókat úgy kezelték, mint bármely idegent. A második kategóriába tartozókat táborba vitték.
A katonai internáltak mostohább körülmények közé kerültek, mint a polgáriak. Száznegyvenegy katonai tábort kellett hirtelen felállítani. A legénységet és az alacsonyabb rendfokozatú tiszteket zárt táborokban szállásolták el iskolákban, falvakban, gyárépületekben. A főtiszteket tiszti táborokba helyezték, szanatóriumokba, szállodákba, nyaralókba. A katonai táborok száma fél év alatt huszonegyre csökkent, mivel a katonák többsége továbbutazott a Franciaországban szerveződő hadseregbe.
1939 késő őszétől az evakuálás szervezett formában működött. Korábban egyénileg utaztak a menekültek, a Magyar–Lengyel Menekültügyi Bizottság segítette őket okmányokkal és pénzzel. Politikusok, magas rangú katonatisztek éltek így az átutazás lehetőségével (például Kazimierz Sosnkowski, Stanislaw Sosabowski, az 1. Önálló Lengyel Ejtőernyős Dandár majdani parancsnoka, Stanisław Maczek, a 10. gépesített lovasdandár parancsnok, Zygmund Bohusz-Szyszko, aki részt vett dandárjával Narvikért folyó harcokban).
A Honvédelmi Minisztérium 21. osztályának keretében a lengyel katonák képviselete alosztályként működhetett, és szélesebb hatáskörrel rendelkezett a polgárinál.
Az evakuáció második szakasza 1940 májusától Angliába irányult, mivel Franciaország német megszállás alá került. A katonai menekültek ügye ekkor a Honvédelmi Minisztériumban Baló Zoltán ezredes, majd Utassy Zoltán ezredes hatásköre alá tartozott.

### Szociális ellátás
A polgári menekültek között nagy számban voltak nők és gyerekek. A Teleki-kormány, kihasználva a magyar törvények rugalmasságát, szociális úton rendezte a polgári menekültek sorsát. A feladatot a Belügyminisztérium IX. Szegény Ellátási és Általános Segélyezési (szociális) osztálya látta el. Keresztes-Fischer Ferenc belügyminiszter idősebb Antall Józsefet bízta meg az osztály vezetésével, aki a lengyel menekültügyet az 1944-es német megszállásig kormánymegbízottként intézte. Hivatalosan csak a polgári menekültek tartoztak hozzá, valójában a katonai internáló táborok létrehozásáról és működtetéséről is kellett gondoskodnia.
A polgári menekültek ekkor már áttérhettek az egyéni ellátás rendszerére. Képzettségük és családjuk létszámától függően napidíjban részesülhettek. A családtagok után járó segélyt akkor is megkaphatták, ha munkát vállaltak. A katonák zsoldot kaptak. A Magyar–Lengyel Menekültügyi Bizottság és a Magyar Vöröskereszt Egylet a kezdetektől támogatta a menekülteket, hiszen a segély csak a mindennapi létet biztosította. A lengyel politikusok később kiváltak a Magyar–Lengyel Menekültügyi Bizottságból, és megalakították a Lengyel Polgári Bizottságot. Ez képviselte a lengyel menekültek ügyét a magyar kormányzat előtt.
A szociális gondoskodás nem merült ki a segélyezésekben. Fontos feladatuknak tartották az oktatás és az egészségügyi ellátás rendszerének megvalósítását is. Az oktatásügyet a Menekültügyi Bizottságnál Szapáry Erzsébet grófnő irányította.
Elemi és középoktatás oktatás: Az oktatás kiemelkedő fontosságú ügy volt. 1939 októberében már kétszáz középiskolás és háromszáz elemi iskolás tartózkodott Zamárdiban, a többségük szülő nélkül érkezett Magyarországra. Hivatalosan csak elemi és szakmunkás oktatás folyhatott a németek miatt, közép- és felsőfokú szintű nem. 
1940 őszén Balatonboglárra helyezték át az elemi és a középiskolát, amely Ifjúsági Tábor név alatt folytatta tovább a működését Varga Béla plébános, kisgazdapárti képviselő vezetésével. Európa akkori egyetlen lengyel tannyelvű és tantervű középiskolájaként működött.
A Lengyel Intézet szoros kapcsolatban állt több iskolával (kadarkúti, keszthelyi, nagykanizsai, egri stb. elemi iskolák), segítve a munkájukat. A lengyel zsidó gyerekek oktatását és lakhatását is megoldották, amelyek közül kiemelendő a váci Lengyel Tiszti Árvák Otthona.
Felsőoktatás: A lengyel hallgatók felsőoktatásba való felvételét külön eljárással kellett kérelmezni. Közel ötszáz hallgató vett részt a magyar főiskolai, egyetemi karok képzésein. A háború után visszatérve hazájukba képesek voltak dolgozni a szakterületükön.
Egészségügyi rendszer: A lengyel menekültek részére az orvosi ellátást a Magyar Vöröskereszten belül működő Lengyel Orvosok Csoportja végezte. Székhelyük a Duna-parti Andrássy-palota volt Andrássy Klára grófnő vezetésével. 1940-ben nyílt meg a győri száznegyven ágyas Lengyel Katonai Kórház, de Mátraházán, Keszthelyen és Ipolyszalkán egyéb osztályokat is működtettek.
Kulturális élet: a kulturális élet megszervezése gyógyító erővel hatott a menekültek mindennapi életére. Lengyel lapot – Wieści Polskie – jelentettek meg egészen Magyarország 1944. évi német megszállásig. Kulturális programokat szerveztek, melyeket az 1929-ben alakult Magyar Mickiewicz Társaság és a Lengyel Intézet is segített, többek között színielőadások sorozatának szervezésével.

## Titkos tárgyalások
A lengyel politikai és katonai szervezetek magyarországi szerveződése nemcsak a menekültek gondozását szolgálta. Összeköttetést alkottak a londoni lengyel emigráns kormány és a lengyelországi ellenállás között is. Az összeköttetést futárszolgálat oldotta meg a Budapest-Varsó és a Budapest-London útvonalon.
Az úti okmányok és lakhatási engedélyek megszerzésében id. Antall József nyújtott segítséget. A lengyelországi jelentések, dokumentumok Londonba juttatásához a Külügyminisztérium diplomáciai futárszolgálata.
1943-ban a Kállay-kormány közvetlen kapcsolatot létesített a lengyel emigráns kormánnyal. Varga Béla plébános, kisgazdapárti képviselőt bízta meg Magyarország képviseletével. A magyar béketapogatózásoknál – különösen 1943 első felében – a lengyel menekültek szervezetei, és a semleges országokban működő lengyel követségek igyekeztek közvetíteni a magyar és a brit külügyminisztériumok között. A tárgyalások fordulópontja volt Szegedy-Maszák Aladár politikai osztályvezető stockholmi titkos tárgyalása, és Kövér Gusztáv, a Magyar Vöröskereszt képviselőjének lisszaboni lengyel követséggel való kapcsolatfelvétele.
A Kállay-kormány és a lengyel szervezetek vezetői feltételezték, hogy a lengyel egységekkel kiegészülő angol-amerikai csapatok az Isztriai-félszigetnél partra szállnak, és a szovjeteket megelőzve érik el a magyar határt. Magyarország ebben az esetben utat nyitott volna a lengyel csapatoknak Lengyelország felé. A tervet meghiúsította Magyarország német megszállása 1944. március 19-én, és Sztálin határozott fellépése a terv ellen.

## A német megszállás következményei
A megszállás után tömeges letartóztatások következtek. Megszüntettek és felszámoltak minden legálisan működő lengyel szervezetet, üldözték a polgári menekülteket. Katonai táborba internálták őket, majd sokukat koncentrációs táborba hurcolták, egy részüket kivégezték.
Bár Horthy kérte a Vöröskereszt budapesti megbízottjától a lengyelek védelmét, a németek mégis tömegesen hurcolták el a lengyeleket. A magyar lakosságra várt a feladat, hogy az illegálisan itt tartózkodó lengyeleknek védelmet nyújtson, és segítse nekik túlélni a háború utolsó hónapjait. Egyesek szlovák partizánokhoz menekültek, vagy szovjetek kezére jutva csak évek múltával térhettek vissza hazájukba.
Id. Antallt a Lengyel Polgári Bizottság teljes vezérkarával együtt letartóztatták. A vallatások során a lengyelek nem tanúskodtak Antall ellen. Edmund Fietowicz-Fietz diplomatát és Henryk Sławikot, a Polgári Bizottság elnökét a Mauthauseni koncentrációs táborba hurcolták és kivégezték.
Az utolsó lengyel csoport 1946. augusztus 10-én hagyta el Magyarországot. Hazatérésüket a Lengyel Hazatelepítési Misszió vezetője, Zbigniew Kazimierski szervezte. Csak kevés menekült maradt Magyarországon és települt le, alapított családot.

## Felhasznált irodalom
- Id. Antall József: Lengyel menekültek Magyarországon a háború alatt. Budapest, Athenaeum Ny., 1946. 112. In: Kapronczay Károly: Lengyelek és magyarok. Fejezetek az 1939 és 1944 közötti időszak történetéből. Budapest, Magyar Orvostörténelmi Társaság–Magyar Tudománytörténeti és Egészségtudományi Intézet, 2019. 249.
- A magyar szolidaritás balatonboglári példái, 1939–2009. Teleki Pál és Varga Béla. Boglári füzetek. Szerk. Bakos István, Vásárhelyi Tibor. Balatonboglár, Önkormányzat, 2009
- A szabad Közép-Európa múltja és jövője. Emlékkötet Andrzej Przewoźnik tiszteletére. Szerk. Dániel Erzsébet, Zombori István. Budapest, METEM–Historia Ecclesiastica Hungarica Alapítvány, 2011
- Barátok a bajban. Lengyel menekültek Magyarországon, 1939–1945. Emlékezések. Vál., utószó Jerzy Robert Nowak és Tadeusz Olszański, előszó Juhász Gyula, sajtó alá rend., szerk. Antal László, jegyz. Kapronczay Károly, ford. Murányi Beatrix. Budapest, Európa, 1985
- Biernacki, Karol: Lengyel-magyar történelmi olvasókönyv. Szeged, Szegedi Lengyel Kisebbségi Önkormányzat, 2002
- Cséby Géza: Sors-címerkép. Mozaikok egy család XIX. és XX. századi történetéből. Szerzői kiad., Keszthely, 2009
- Cséby Géza: Boglarczykok. Lengyel középiskola Balatonbogláron a második világháború alatt. Múlt-Kor, 2011/nyár, 76-81.
- Czaga Viktória: A pesthidegkúti m. kir. katonai internáló (lengyel) tábor, 1939–1944.[halott link] Pesthidegkúti helytörténeti füzetek. Budapest, II. Kerületi Kulturális Közhasznú Nonprofit Kft., 2019
- Dombóvári Antal: Lengyel menekültek Rákoscsabán, 1939–1945. Rákosmenti helytörténeti füzetek. Budapest, Erdős Renée Ház, 2006
- Gál Vilmos: Evakuáció mérnöki pontossággal. Múltkor Történelmi Magazin, 2011
- Honfitársaink nyomában. Lengyel menekültek sírjai magyarországi temetőkben, a II. világháború időszakából, 1939–1945. Szerk. Bozena Bogdańska-Szadai, Szalai Attila, összegyűjt. Juhász János. Budapest, Bem József Magyarországi Lengyel Kulturális Egyesület, 2009
- Kapronczay Károly: Akkor nem volt Lengyelország... Lengyel menekültek Magyarországon, 1939–1944. Budapest, Magvető, 1992
- Kapronczay Károly: Lengyel menekültek Magyarországon, 1939–1945. Az Antall József Emlékbizottság és Baráti Társaság évkönyvei. Mundus, Budapest, 2009
- Kovács Endre: Magyar-lengyel kapcsolatok a két világháború között. Budapest, Akadémiai Kiadó, 1975
- Kovács István: A barátság anatómiája: második könyv. Budapest, Széphalom Könyvműhely, 2009
- Kovács István: Csoda a Visztulánál és a Balti-tengernél: a XX. századi lengyel történelem sorsfordulói. Budapest, Európa Könyvkiadó, 2006
- Lagzi Gábor: A lengyel keleti politika. Budapest, Terra Recognita Alapítvány, 2011
- Lagzi István: Lengyel menekültek Zala megyében a második világháború idején. Zalai gyűjtemény. Zalaegerszeg, s. n., 1975
- Lagzi István: "A magyar–román zöld határon át kísértünk sok lengyelt." A lengyel hadsereg fővezére, Rydz-Śmigły marsall Magyarországon van. Budapest–Szeged, Historia Ecclesiastica Hungarica Alapítvány–Móra Ferenc Múzeum, 2009
- Lagzi István: Lengyel katonák evakuációja Magyarországról, 1939–1941. METEM könyvek. Budapest–Szeged–Varsó, METEM–Historia Ecclesiastica Hungarica Alapítvány, 2015
- Lagzi István: Lengyel menekültek munkáshétköznapjai Magyarországon, 1939–1944. Budapest–Szeged–Varsó, szerzői kiad., 2016
- Lengyel menekültek Veszprém megyében, 1939–1945. Szerk. Fejes Sándor, fotó Horváth Géza. Pápa, Pápai Lengyel Kisebbségi Önkormányzat, 2004
- Lengyel menekültek 1939–1945. A lengyel menekültek befogadása 70. évfordulójára emlékező 2009. október 9-én Királyhelmecen rendezett konferencia előadásai. Szerk. Molnár Imre, Tamás Edit. Királyhelmec, Lórántffy Zsuzsanna Polgári Társulás, 2009
- Lengyel tiszti tábor, Ipolyhídvég. Magyarországon internált lengyel katonatisztek tábori naplója, 1939–1944. Forráskiadványok. Bev., jegyz. Csombor Erzsébet, ford. Bayerné Jura Urszula, Bayer Viktor, Csombor Erzsébet. Tatabánya–Esztergom, Kultsár István Kiadói Alapítvány–Komárom-Esztergom Megyei Önkormányzat Levéltára, 2010
- Łubczyk, Grzegorz: A lengyel Wallenberg. Henryk Sławik és idősebb Antall József története. Ford. Józsa Péter, előszó Göncz Árpád. Budapest, Széphalom Könyvműhely, 2004
- Łubczyk, Grzegorz: Lengyelország így fizet. Múltkor Történelmi Magazin, 2011
- Menekült-rapszódia. Lengyelek Magyarországon, 1939–1945. Emlékiratok a bujdosás éveiből. Szerk. Jan Stolarski, magyar kiadás szerk. Szenyán Erzsébet, bev., tan. Grzegorz Łubczyk, utószó Kapronczay Károly, ford. Cséby Géza et al. Budapest, Széphalom Könyvműhely, 2000
- Németi Gábor: Lengyel menekültek a II. világháború idején Hatvanban. Hatvani füzetek. Hatvan, Városi Tanács VB Művelődésügyi Osztálya, 1978
- Polscy pisarze – uchodźcy a Wegry. Lengyel menekült írók és a magyarság. Wydawnictwa Wegierskiego Instytutu Kultury. Vál., bev. D. Molnár István. Warszawa, Wegierski Instytut Kultury w Warszawie, 1991
- Telepóczkiné Radnai Aranka: Lengyel menekülttábor Nyíregyházán (1939–1940). Mesélő Nyíregyháza, Városvédő füzetek 3., Nyíregyháza, Nyíregyházi Városvédő Egyesület
- Varga Béla – Kovács Imre: Lengyel menekültek és francia hadifoglyok Magyarországon 1939–1945. Rádióbeszélgetés. Új Látóhatár, 31. éfv. 1980/3.